# 第十二雷电军团
第十二雷电军团（拉丁語：Legio duodecima Fulminata、Legio XII Fulminata）古罗马军队建制名称。由尤利乌斯·凯撒于公元前58年建立并存在至5世纪。该军团曾先后参加高卢战争、法萨卢斯战役、犹太战争等一系列相关军事活动，具有重要地影响与积极意义。

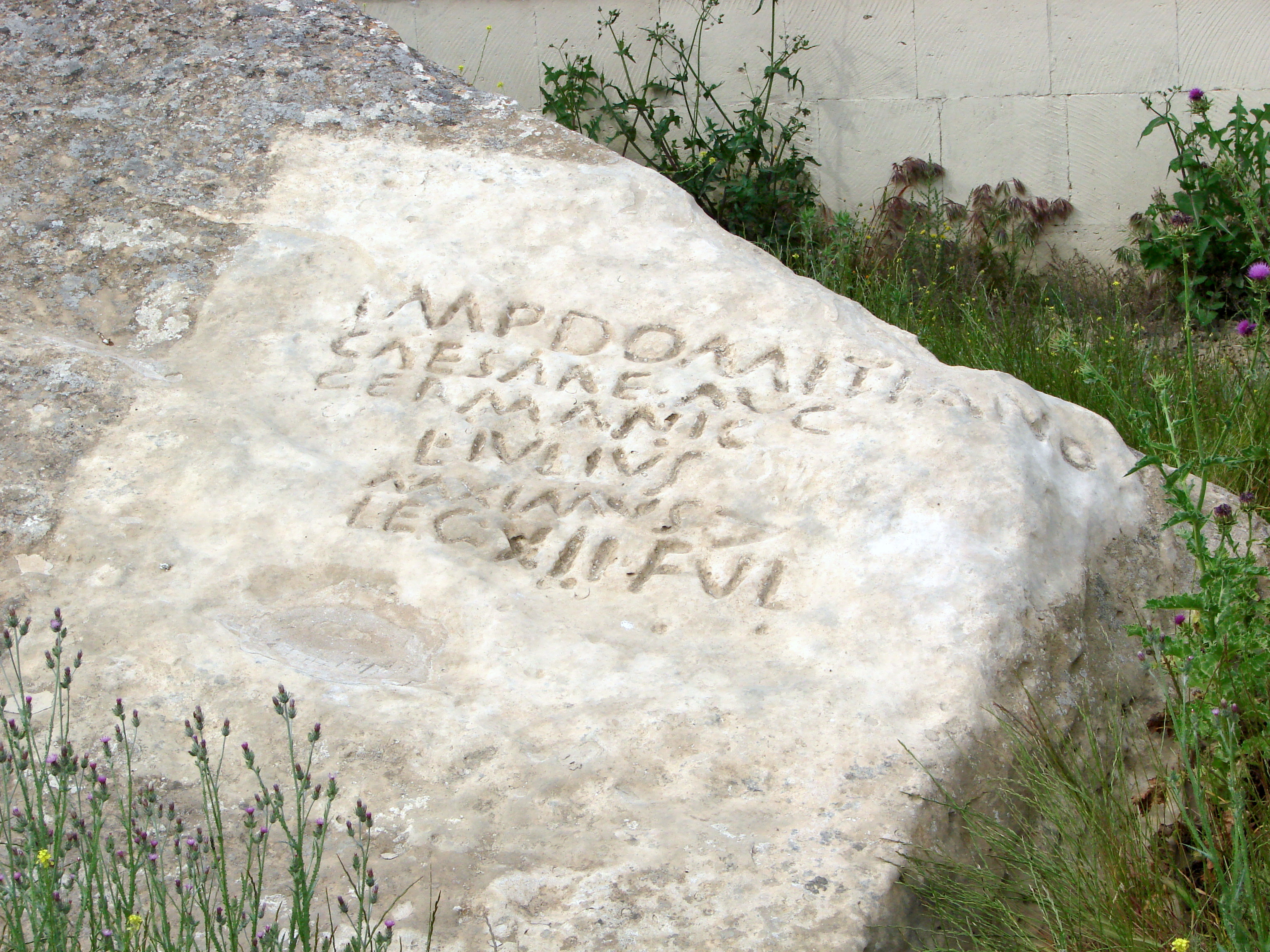
阿塞拜疆戈布斯坦岩石艺术文化景观与该军团有关的石碑铭文。
全文：Imp(eratore) Domitiano / Caesare Aug(usto) / Germanic(o) / L(ucius) Iulius / Maximus (centurio) / leg(ionis) XII Ful(minatae)
翻译：向图密善大帝（致敬）——第十二雷电军团（百夫长）卢修斯·尤利乌斯·马克西姆斯

## 历史
第十二军团在不同时期有不同的称谓，军团标志是霹雳。

### 罗马共和国时期
第十二军团由尤利乌斯·凯撒于公元前58年为高卢战争建立。在公元前57年的内尔维战役中，军团伤亡惨重。公元前49年，该军团参与了凯撒与庞培的内战法萨卢斯战役等战斗。内战最终以凯撒的胜利而告终，该军团也于公元前45年解散，退伍士兵在帕尔马一带定居。
公元前44年，军团由雷必达和马克·安东尼重新建立，用于在公元前43年的摩德纳战役中对抗屋大维。在此期间，军团被称为“Victrix”（胜利）。
之后的几年，该军团跟随马克·安东尼在叙利亚一带活动。此时的军团被称为“Antiqua”（老练）。公元前31年，马克·安东尼在亚克兴战役中败给屋大维，该军团被送往埃及。

### 罗马帝国时期
从公元前27年左右开始，该军团被军团称为“Paterna”（国家）。在奥古斯都时代，退伍士兵定居在帕尔马和泰尔米尼伊梅雷塞。
在170年代后期，该军团驻扎在新成立的亚美尼亚行省中心城市瓦加尔沙帕特。
从公元2世纪到4世纪，该军团可能驻扎于特拉布宗。

## 传说
第十二雷电军团与一些宗教传说密切相关。

### 雨之奇迹

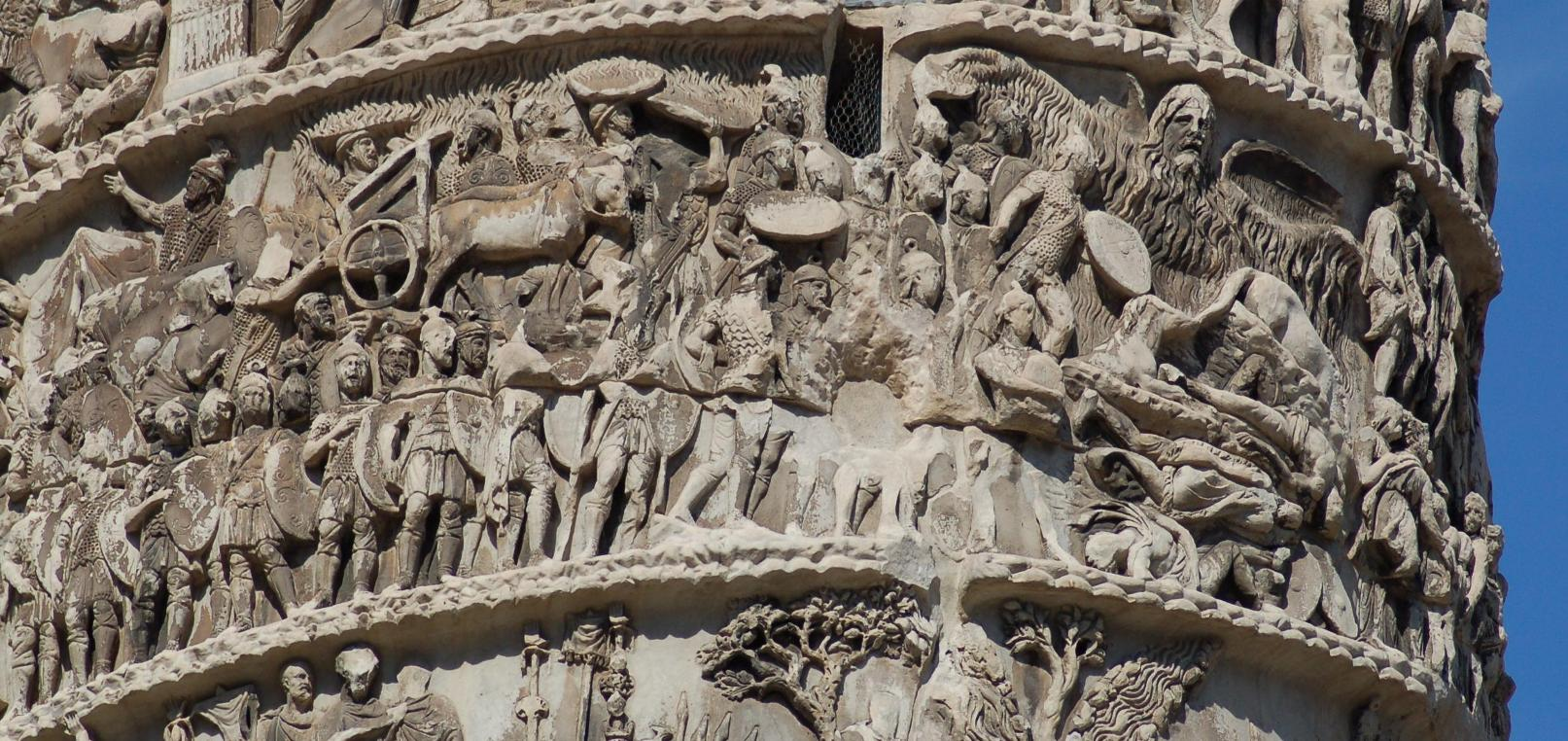
马可奥里略圆柱上关于该军团的“雨之奇迹”传说

约公元171年，第十二雷电军团与日耳曼苏维汇夸迪人进行了持久战，干旱让军团几乎无力再支撑下去，士兵们纷纷祈雨。一天，奇迹的暴风雨突然来临，拯救了军团的命运。该传说在马可奥里略圆柱的雕刻图案中有体现。

### 塞巴斯蒂四十烈士
据该撒利亚主教巴西流描述，在公元320年的塞巴斯蒂，第十二雷电军团中的一群士兵为东正教信仰而殉教。史称“塞巴斯蒂四十烈士”。

#### 军团模拟重现
- （意大利文）LEGIO XII FVLMINATA （页面存档备份，存于）
- （法文）Legio XII Fulminata Cohors I

#### 相关传说
- （英文）Church History of Eusebius, Book V, chap V